# Morgan +4
Morgan Plus 4 — серия спортивных автомобилей производства британской компании Morgan Motor Company, выпускавшихся с 1950 по 1969, с 1985 по 2000 и с 2005 по 2020 годы.

## Первое поколение
После Второй мировой войны компания Morgan вновь представила модель 4/4, оснащённую двигателем объёмом 1267 см3. Производство автомобиля продолжалось до 1950 года, когда был представлен более крупный автомобиль — Plus 4, анонсированный в 1950 году на Британском международном автосалоне. На момент дебюта автомобиль был оснащён двигателем Standard Vanguard объёмом 2088 см3. Plus 4 стал первым автомобилем компании Morgan с гидравлическими барабанными тормозами на всех колёсах (изначально).
В 1953 году была анонсирована более производительная версия с рядным четырёхцилиндровым двигателем объёмом 1991 см3, мощностью 67 кВт (90 л. с.). Двигатель Vanguard мощностью 51 кВт (68 л. с.) продолжал выпускаться до конца 1956 года. Начиная с самого конца 1953 года, радиаторная решётка сливалась с капотом. Окончательный дизайн, с более высоко расположенными фарами и логотипом Morgan над радиаторной решёткой, был утверждён ориентировочно в 1954 году. Автомобили с плоским радиатором часто возвращались на завод для обновления передней части и различных технических модернизаций. С 1959—1960 годов на передние колёса автомобилей устанавливались дисковые тормоза. С 1956 года автомобили оснащались двигателем мощностью 75 кВт (100 л. с.), а в 1962 году рабочий объём двигателя был увеличен до 2138 см3.
В общей сложности в период с 1950 года по январь 1969 года было выпущено 556 экземпляров.
Двухместный автомобиль с двигателем TR3 был протестирован в 1958 году журналом The Motor. Заявленная максимальная скорость составила 161,4 км/ч, разгон до 97 км/ч — 9,7 секунды, а расход топлива — 10,4 л/100 км. Стоимость тестового автомобиля составила 1017 фунтов стерлингов, включая налоги в размере 340 фунтов стерлингов.
Версия Plus 4 Super Sports с двигателем повышенной мощности и «низким» алюминиевым кузовом была представлена в 1962 году. Всего было выпущено чуть более 100 экземпляров. Швейцарский импортёр Morgan, Рольф Верлин из Aesch/BL, разработал купе Morgan +4. Двигатель был оснащён нагнетателем Judson в целях компенсации дополнительной массы кузова.

## Второе поколение
В 1985 году индексом +4 обозначалась версия, оснащённая 2-литровым двигателем Fiat Twin Cam, соединённым с коробкой передач и сцеплением от Plus 8. С 1988 года автомобиль оснащался двигателем Rover M16i и пятиступенчатой механической трансмиссией. Объём двигателя составлял 2 литра, а мощность была увеличена с 91 до 103 кВт (со 122 до 138 л. с.). На экспортные рынки автомобиль поставлялся с катализируемым двигателем мощностью 98 кВт (131 л. с.). В 1992 году ширина салона была увеличена на 4 дюйма (10 см). Двигатель M16 был заменён двигателем Т16. В 1997 году в модельный ряд был добавлен вариант с длинными дверями, а в 1998 году стальные крылья были заменены алюминиевыми. В 2000 году Morgan +4 второго поколения был снят с производства.

## Третье поколение
В конце 2004 года название Morgan +4 было возрождено. Автомобили оснащались 2,0-литровым двигателем Ford (Mazda) Duratec объёмом 2 литра, мощностью 108—115 кВт (145—154 л. с.). В 2020 году производство автомобилей Morgan +4 было остановлено. Преемником стал CX Morgan Plus Four.

### Технические характеристики
|                           | Plus 4                              |
| Годы производства         | 2005—2020                           |
| Тип двигателя             | Бензиновый (I4)                     |
| Рабочий объём             | 1999 см³                            |
| Мощность                  | 115 кВт (156 л. с.) при 6000 об/мин |
| Крутящий момент           | 201 Н⋅м при 4500 об/мин             |
| Привод                    | Задний                              |
| Трансмиссия               | 5-скор. МКПП                        |
| Максимальная скорость     | 189 км/ч (177 км/ч)*                |
| Разгон, 0—100 км/ч        | 7,5 сек. (8,0 сек.)*                |
| Расход топлива (л/100 км) | 7,1 л                               |
| Выбросы CO2               | 164 г/км                            |
| Объём бака                | 55 л                                |

* Значение в скобках для четырёхместных автомобилей

## Галерея

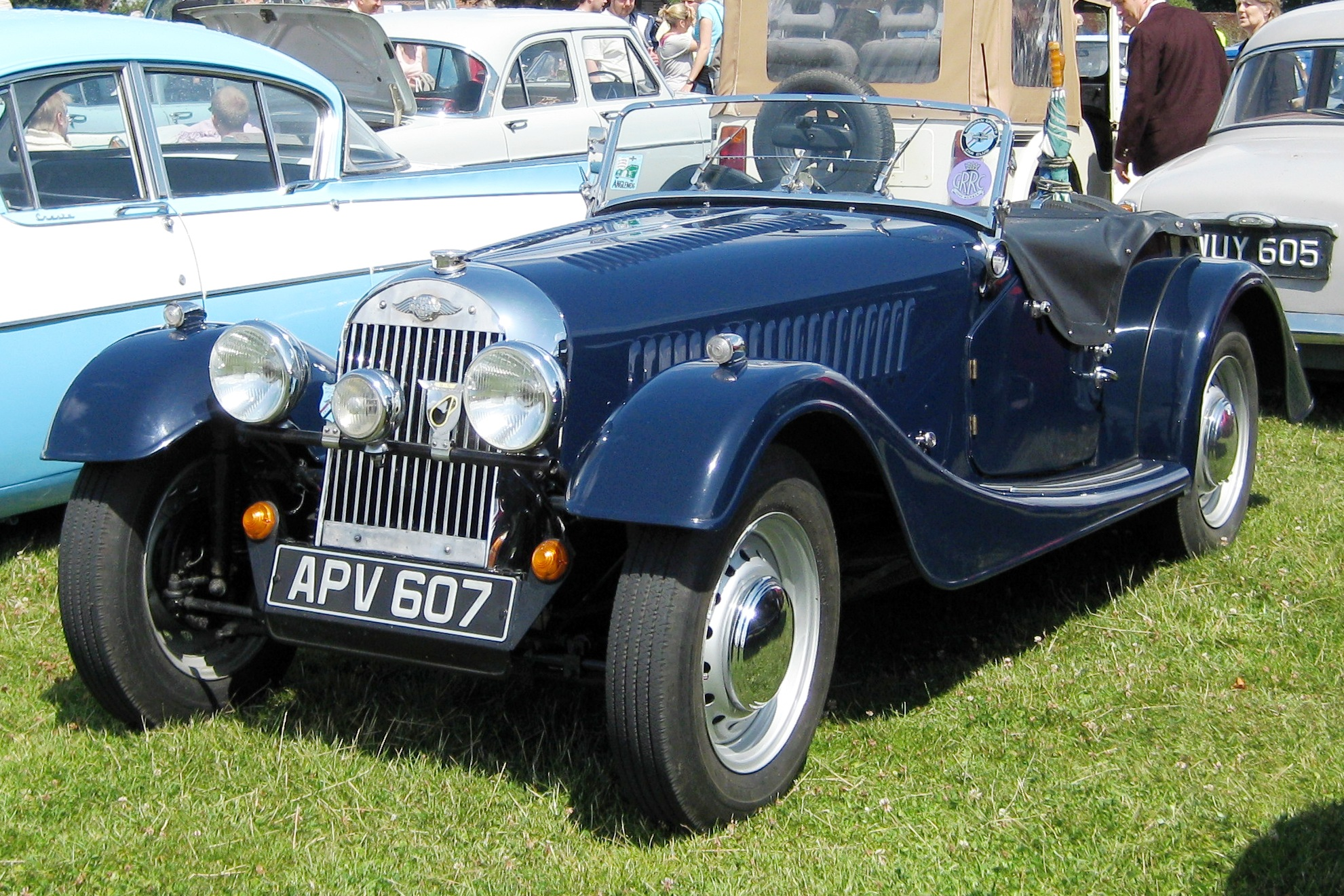
1951 Morgan Plus 4 (плоский радиатор)
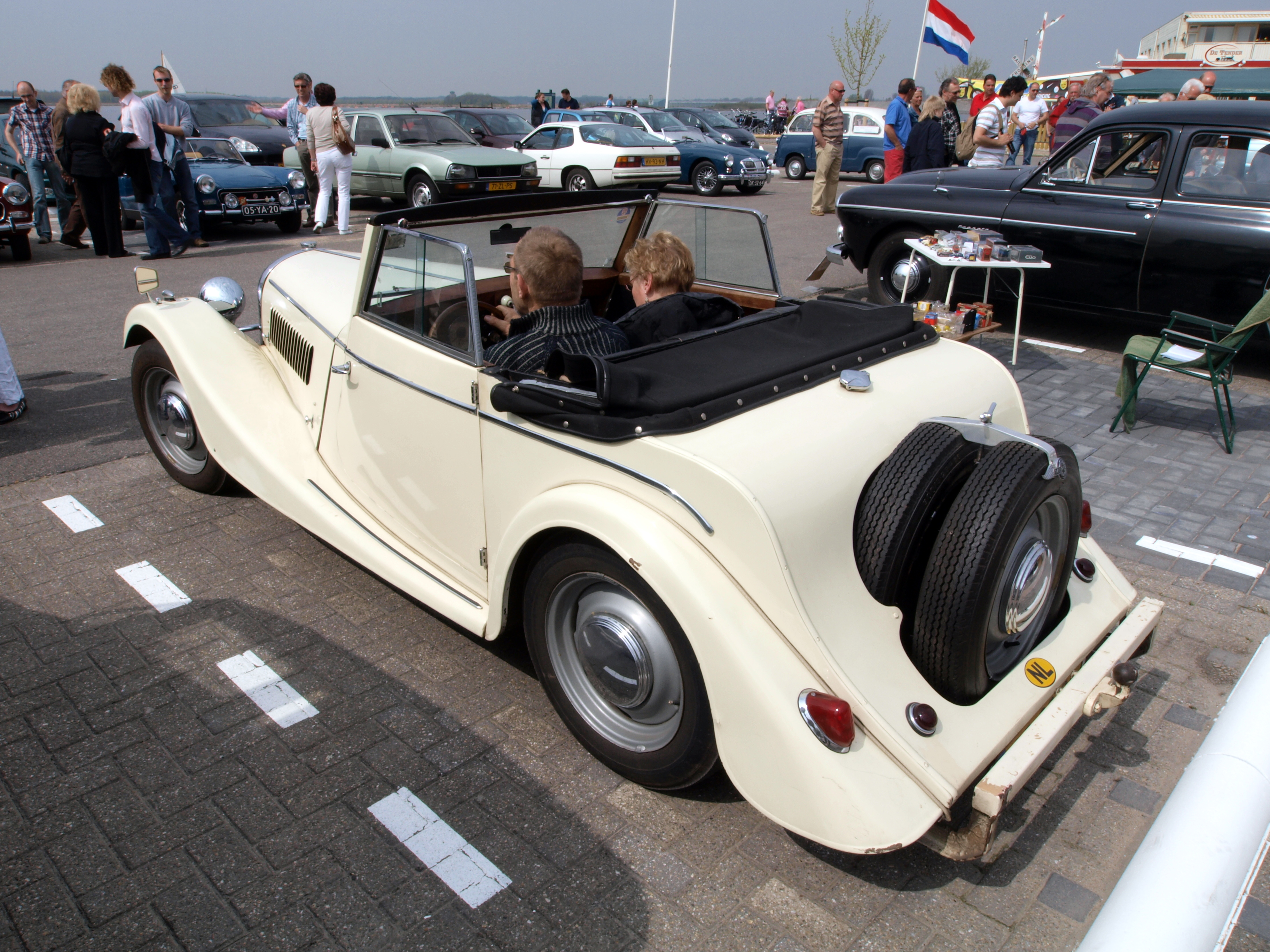
1952 Morgan +4 Drophead Coupé (2 запасных колеса сзади)
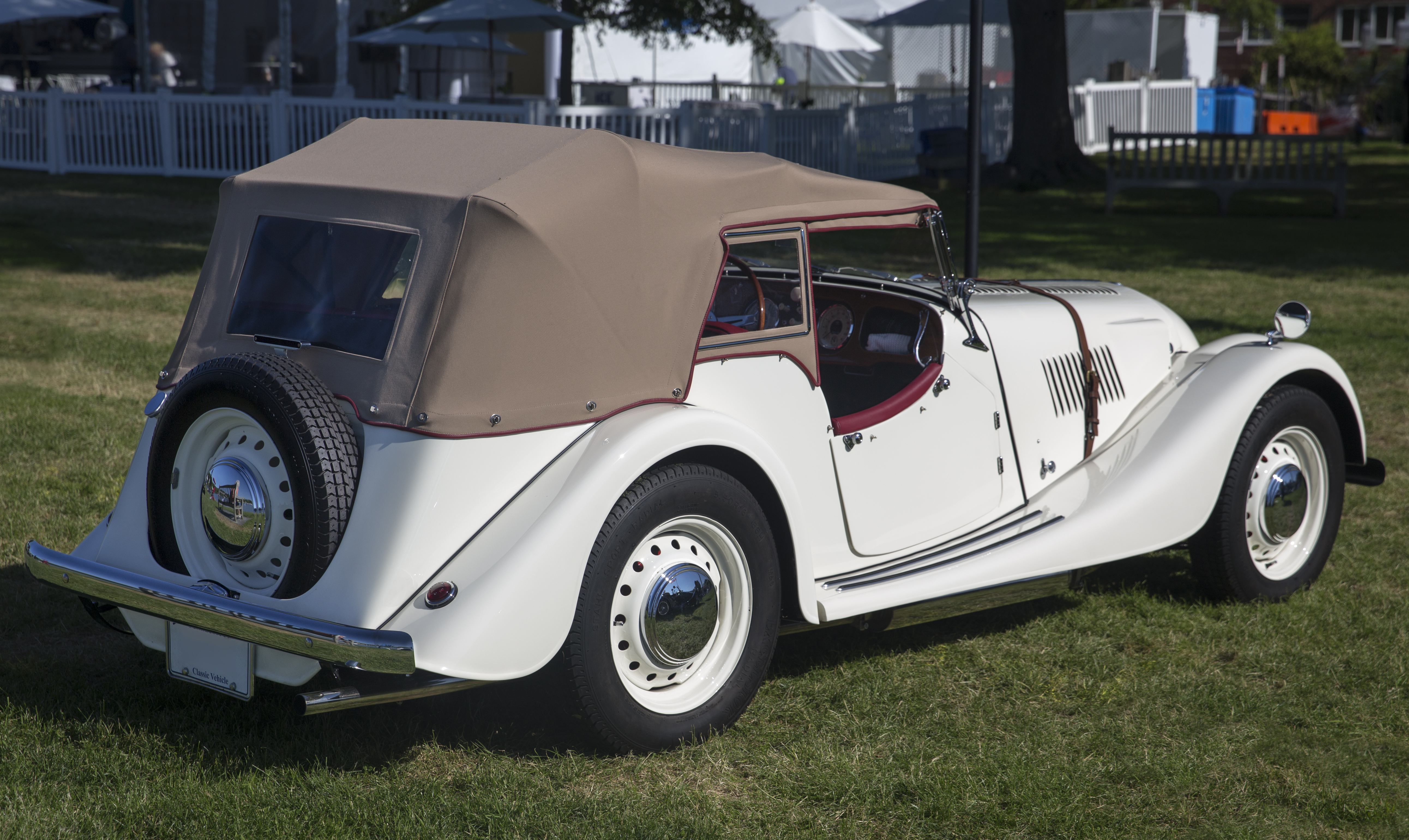
1957 Morgan +4
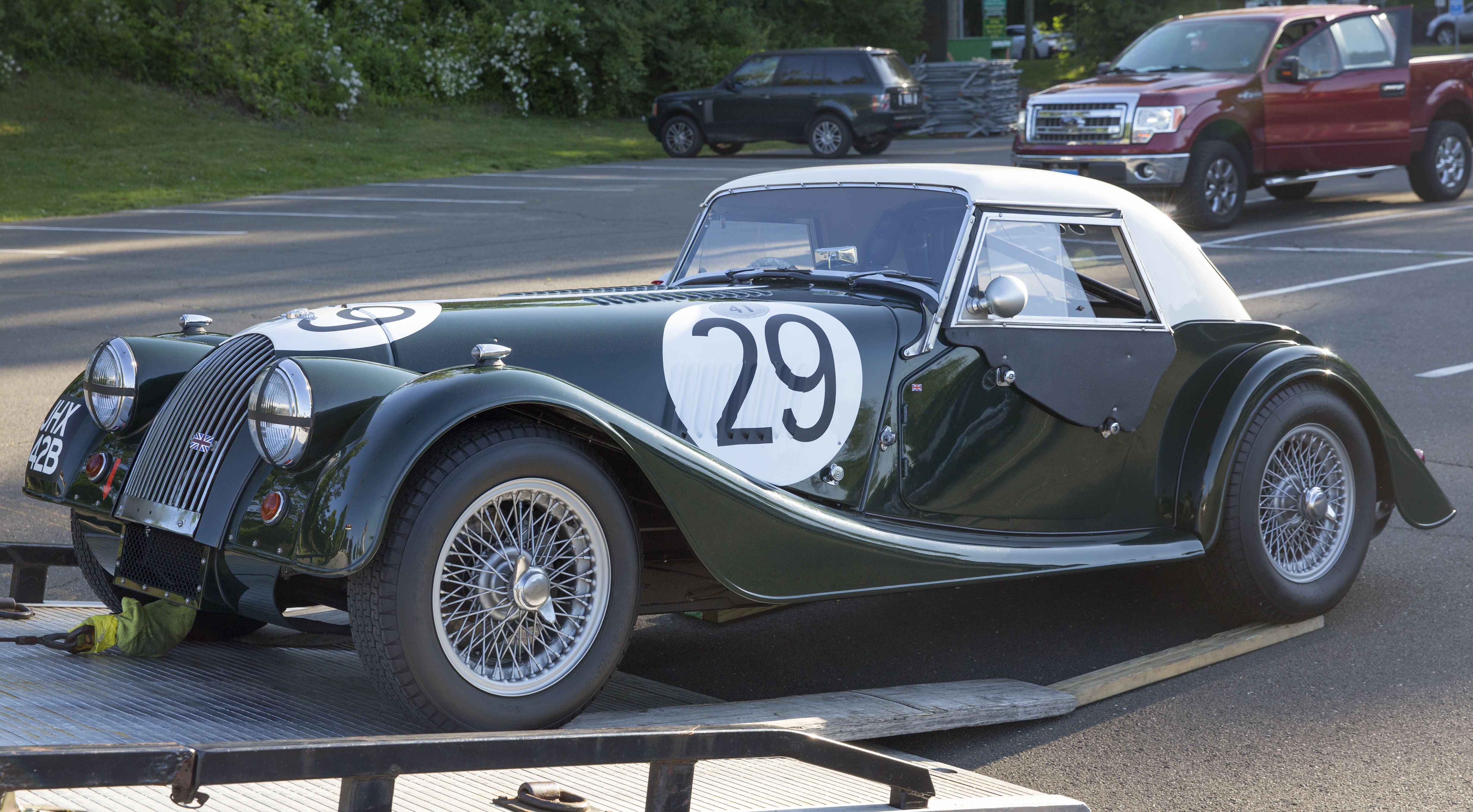
1962 Le Mans Morgan +4
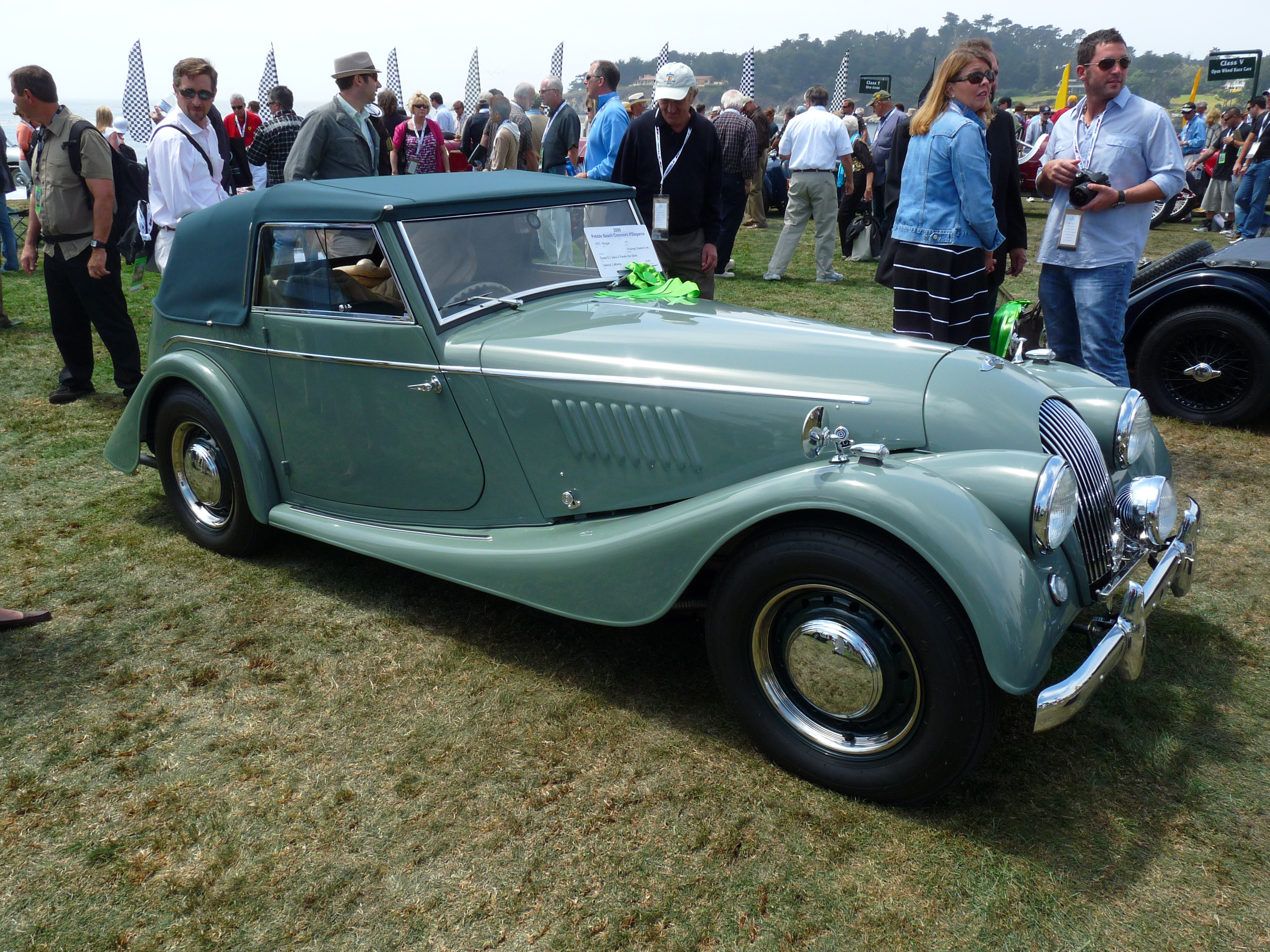
1965 Morgan +4 Drophead Coupé
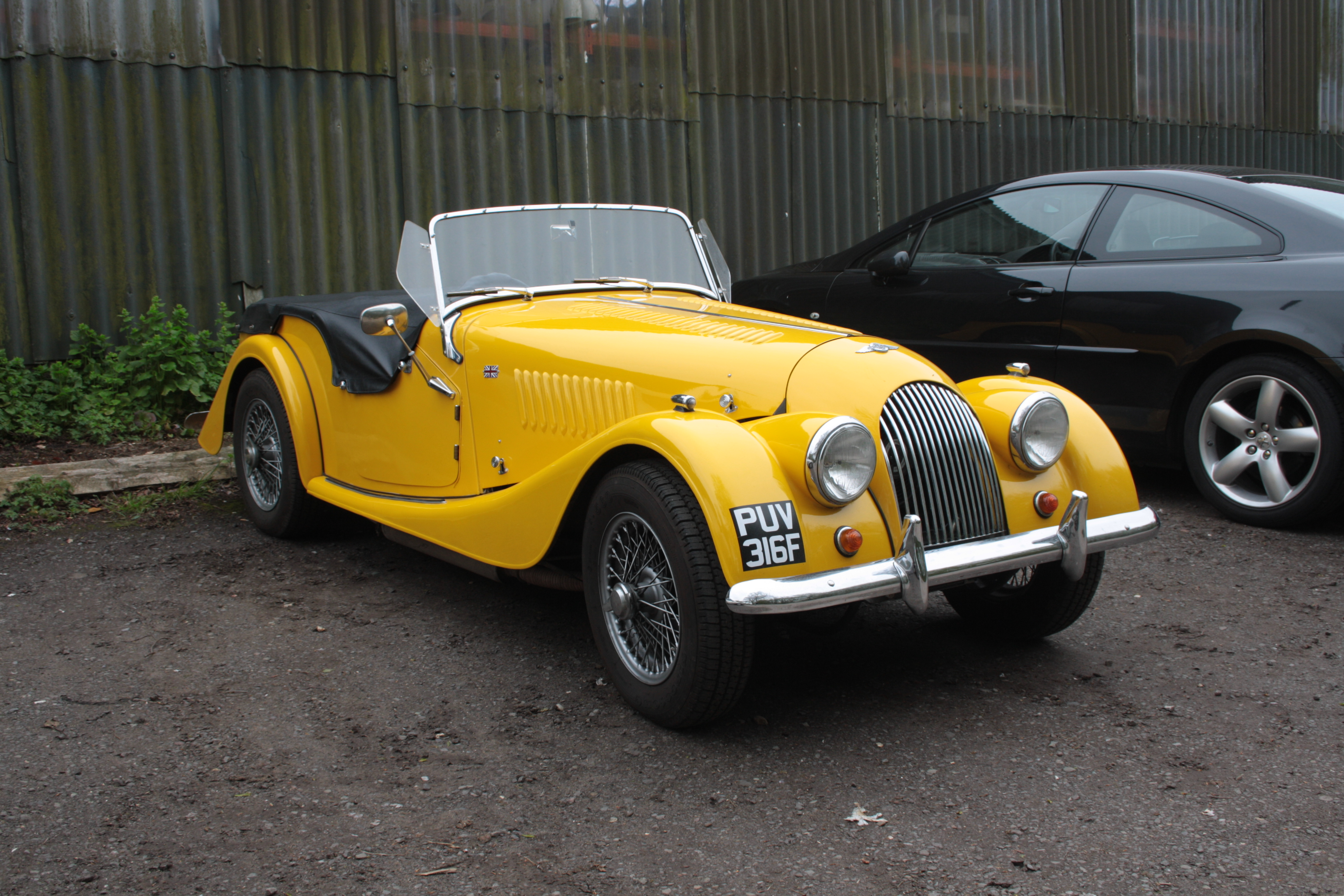
1967 Morgan Car +4 (Великобритания)
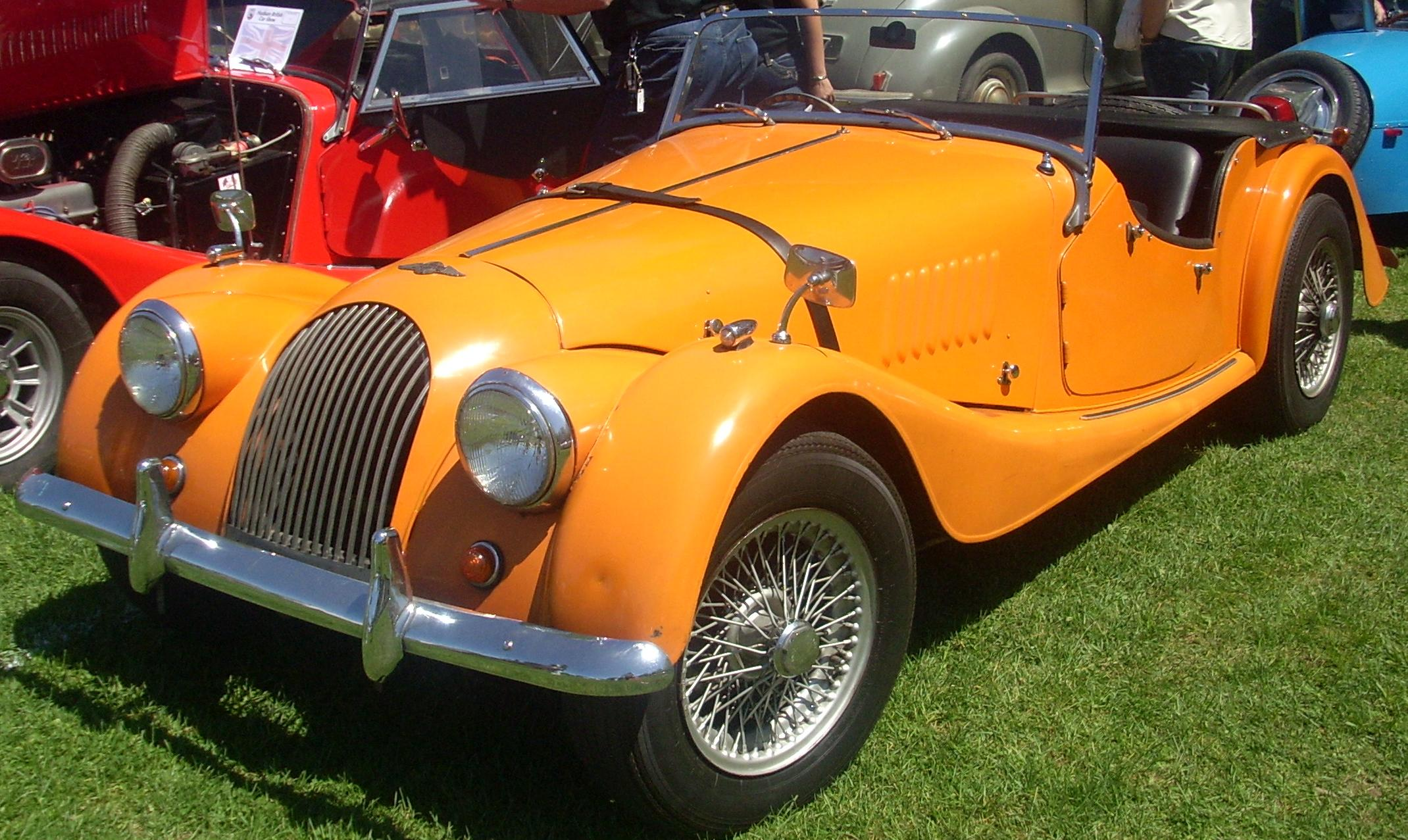
1970 Morgan +4 (Северная Америка)
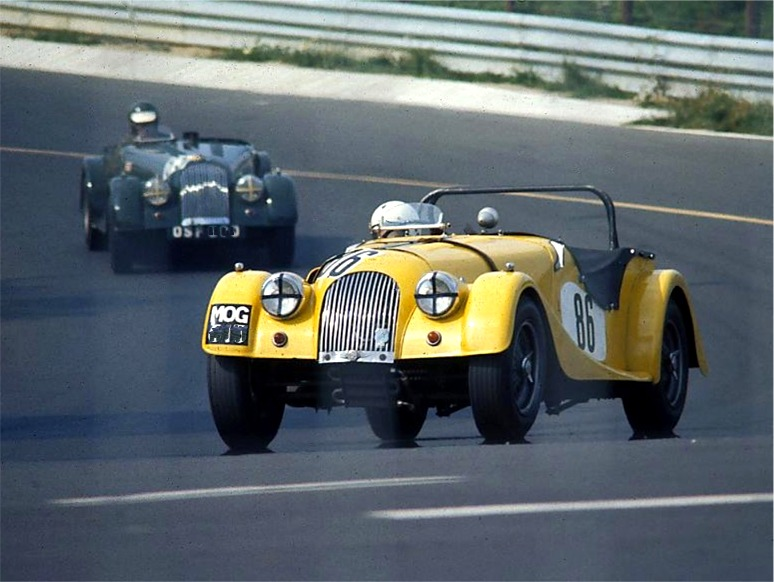
1976 Oldtimer-GP Morgan +4
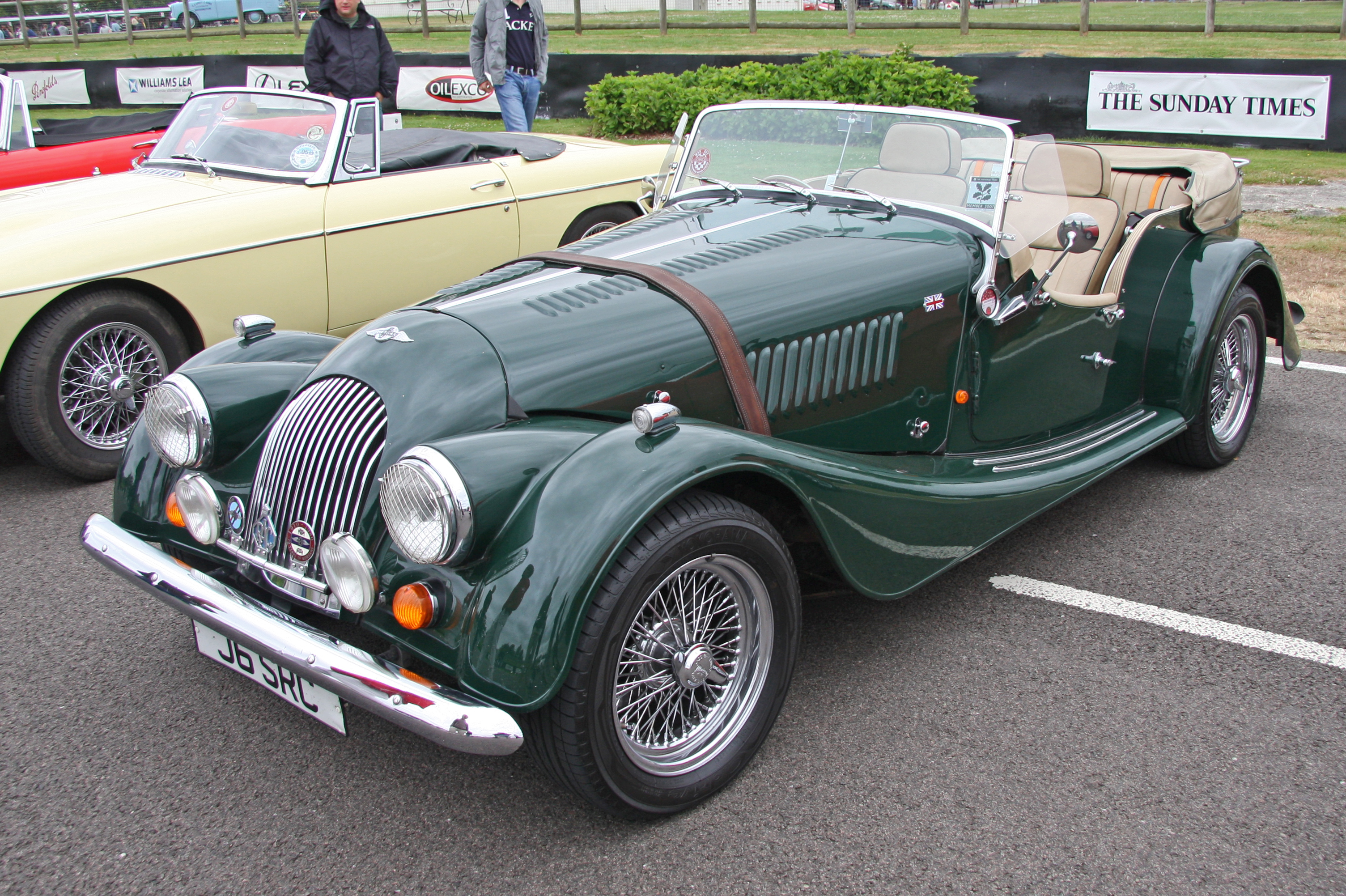
1993 Morgan Plus 4 Four Seater
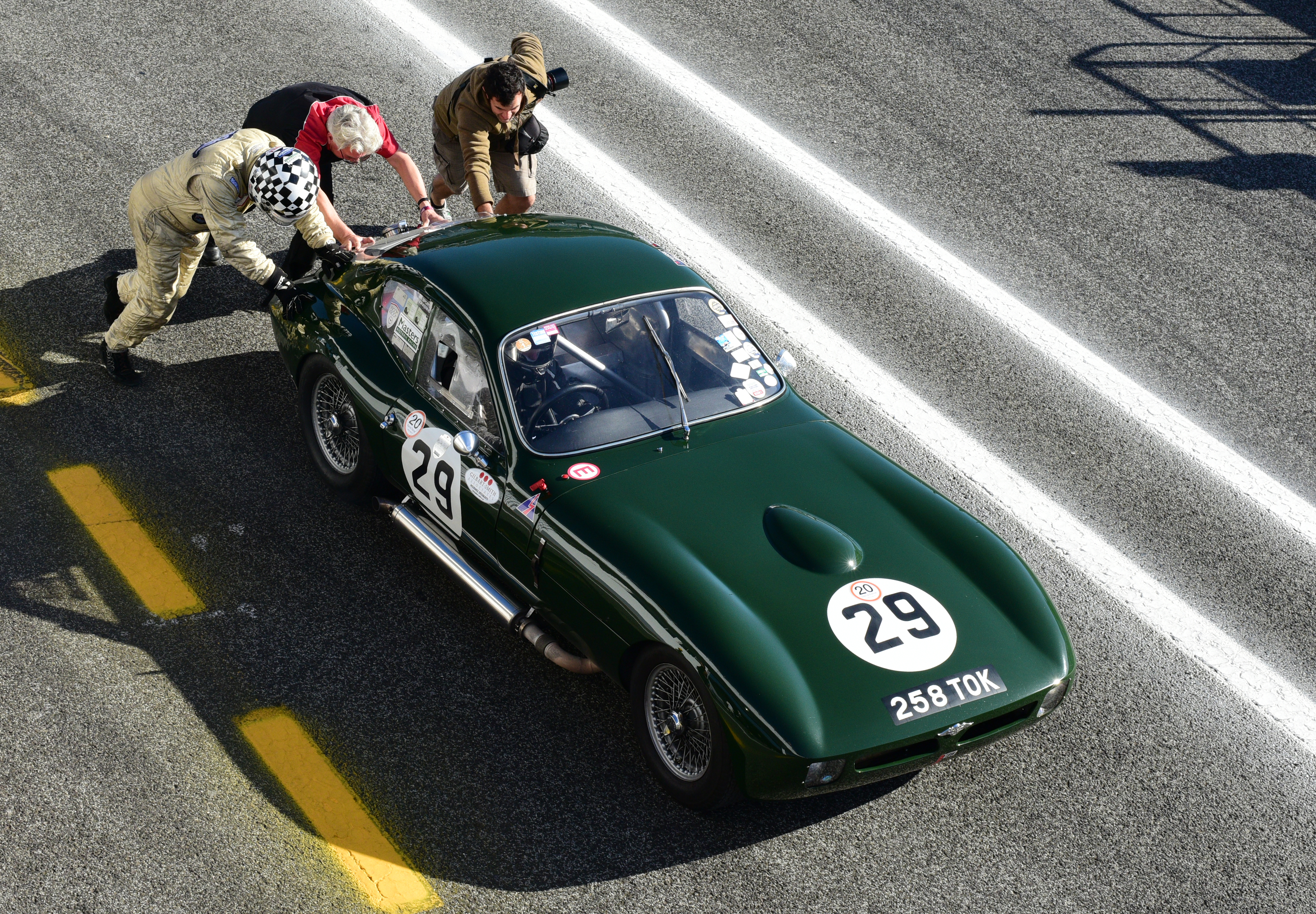
Morgan +4 SLR